# Nesonotus reticulatus
Nesonotus reticulatus är en insektsart som först beskrevs av Fabricius 1793.  Nesonotus reticulatus ingår i släktet Nesonotus och familjen vårtbitare. Inga underarter finns listade i Catalogue of Life.